# Marcos Thiago Bernal Rodrigues
Marcos Thiago Bernal Rodrigues (sinh ngày 30 tháng 7 năm 1980) là một cầu thủ bóng đá người Brasil.

## Sự nghiệp câu lạc bộ
Marcos Thiago Bernal Rodrigues đã từng chơi cho Bellmare Hiratsuka.